# Lệ Ba
Lệ Ba (chữ Hán giản thể: 荔波县, bính âm: Lìbō Xiàn, âm Hán Việt: Lệ Ba huyện) là một huyện thuộc Châu tự trị dân tộc Bố Y và dân tộc Miêu Kiềm Nam, tỉnh Quý Châu, Cộng hòa Nhân dân Trung Hoa. Huyện này có diện tích 2432 ki-lô-mét vuông, dân số năm 2002 là 16 vạn người. Mã số bưu chính của huyện Lệ Ba là 558400. Về mặt hành chính, huyện này được chia thành 5 trấn (Ngọc Bình, Mâu Lan, Lập Hóa, Giáp Lương và Triều Dương), 12 hương. 